# Post bellum
Post Bellum – czeska organizacja pozarządowa, zajmującą się nagrywaniem i archiwizacją wspomnień świadków ważnych wydarzeń historycznych. Na podstawie zebranych materiałów przygotowuje wystawy oraz programy dokumentalne we współpracy z różnymi mediami tj. radio, telewizja, prasa czy Internet. Głównym celem jej działalności jest zachowanie zebranego materiału dźwiękowego, wizualnego i pisanego oraz jego udostępnienie szerokiej publiczności.

## Przesłanie organizacji Post Bellum
Zespół pracowników organizacji nagrywa w terenie relacje weteranów II wojny światowej, więźniów politycznych, ofiar kolektywizacji i wielu innych, często zapomnianych świadków wydarzeń historycznych. Oprócz nagrań Post Bellum stara się również zgromadzić od każdego świadka jak najwięcej materiałów fotograficznych i pisanych. Jego zamiarem jest zarchiwizowanie wszystkich wspomnień oraz towarzyszących im materiałów dodatkowych, żeby mogły służyć nie tylko do badań historycznych, ale także społeczeństwu i przyszłym pokoleniom w zachowaniu pamięci o ważnych i często bohaterskich czynach osób, które poza kilkoma wyjątkami są zapominane lub pomijane.

### Metody pracy

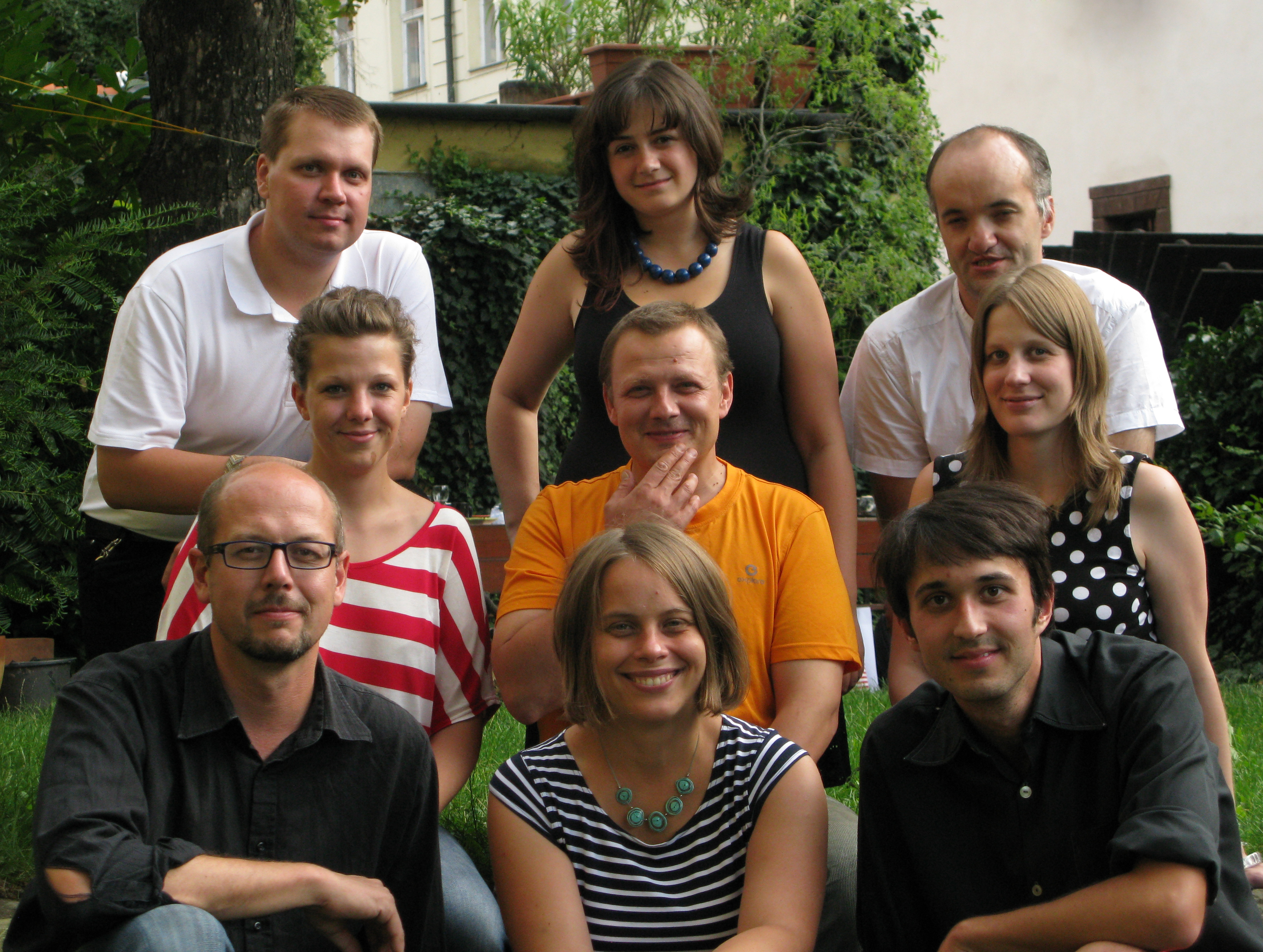
Zespół Post Bellum

Cały projekt jest oparty na historii mówionej - metodzie badawczej, polegającej na nagrywaniu, archiwizowaniu oraz interpretowaniu ustnych relacji uczestników i świadków badanych wydarzeń i procesów. Ta metoda nie stanowi jednak bezwzględnych ram nagrywania wywiadów. W praktyce metoda często powstaje sama na miejscu. Ma to związek z tym, że materiał tworzą żywi ludzie o niespotykanych losach i niezwykłych życiowych doświadczeniach. Dużą rolę pełnią także umiejętności narracyjne respondenta. Pojedyncze wywiady składają się zarówno z części historycznej, np. pytań dotyczących suchych faktów i ogólnego kontekstu, jak i psychologicznej, w której świadek otwarcie mówi o swoich motywach, odczuciach (strachu, nadziei). Rozmowy są prowadzone w formie reportażu. Trzon zespołu Post Bellum tworzą tzw. ankieterzy – zbieracze, którzy kontaktują się z poszczególnymi świadkami i odwiedzają ich. Wywiady nie są prowadzone jednak w klasyczny dziennikarski sposób, wręcz przeciwnie, świadkowie są zachęcani do tego, żeby opowiadali swoje historie w najwygodniejszy dla siebie sposób. Rozmowa zazwyczaj przebiega w trakcie dwóch spotkań. Podczas pierwszego świadek opowiada swoją historię, natomiast podczas drugiego spotkania jest konfrontowany z materiałami archiwalnymi oraz są mu zadawane dokładniejsze pytania na temat niektórych wydarzeń z jego życia.

### Sposób dokumentacji
W początkowym okresie realizacji programu nagrania były rejestrowane wyłącznie w formie dźwiękowej, a następnie udostępniane w formacie WAV lub MP3. Obecnie OPP Post Bellum ma do dyspozycji mobilne studio oraz specjalny system filmowania Eye Direct, pozwalający na to, żeby świadek utrzymywał kontakt wzrokowy z zadającym pytania, jednocześnie patrząc w obiektyw kamery, co wywołuje u widza unikalne wrażenie bezpośredniej interakcji. „Eye direct działa na zasadzie luster weneckich, dzięki czemu filmowany świadek zamiast patrzeć w obiektyw kamery spogląda prosto w twarz reportera. Jest to szczególnie ważne podczas nagrywania starszych osób, dla których taki sposób kręcenia jest wygodniejszy i bardziej naturalny. Jednocześnie widzowie odnoszą wrażenie, że świadek patrzy prosto na nich, co daje niezwykle imponujący efekt." Nagrania są następnie udostępniane w całości na portalu Pamięć Narodu. Rozmowy są tam publikowane także w formie tekstu, który w trafny i zwięzły sposób streszcza o czym opowiadał świadek.

### Archiwum wspomnień
Archiwum Post Bellum jest otwartym źródłem dla działalności publikacyjnej czy naukowej. Do każdego nagrania jest dołączona pisemna zgoda świadka, pozwalająca na takie wykorzystanie. O ile nie jest zaznaczone inaczej, to zgoda dotyczy również całego materiału wizualnego, który razem z nagraniem audio tworzy jedną archiwalną całość. Post Bellum jest organizacją non-profit i swoje cele realizuje wyłącznie z pieniędzy przekazywanych przez darczyńców lub dotacji publicznych instytucji.

## Historia projektu

### Założenie oraz projekt Głosy Bohaterów

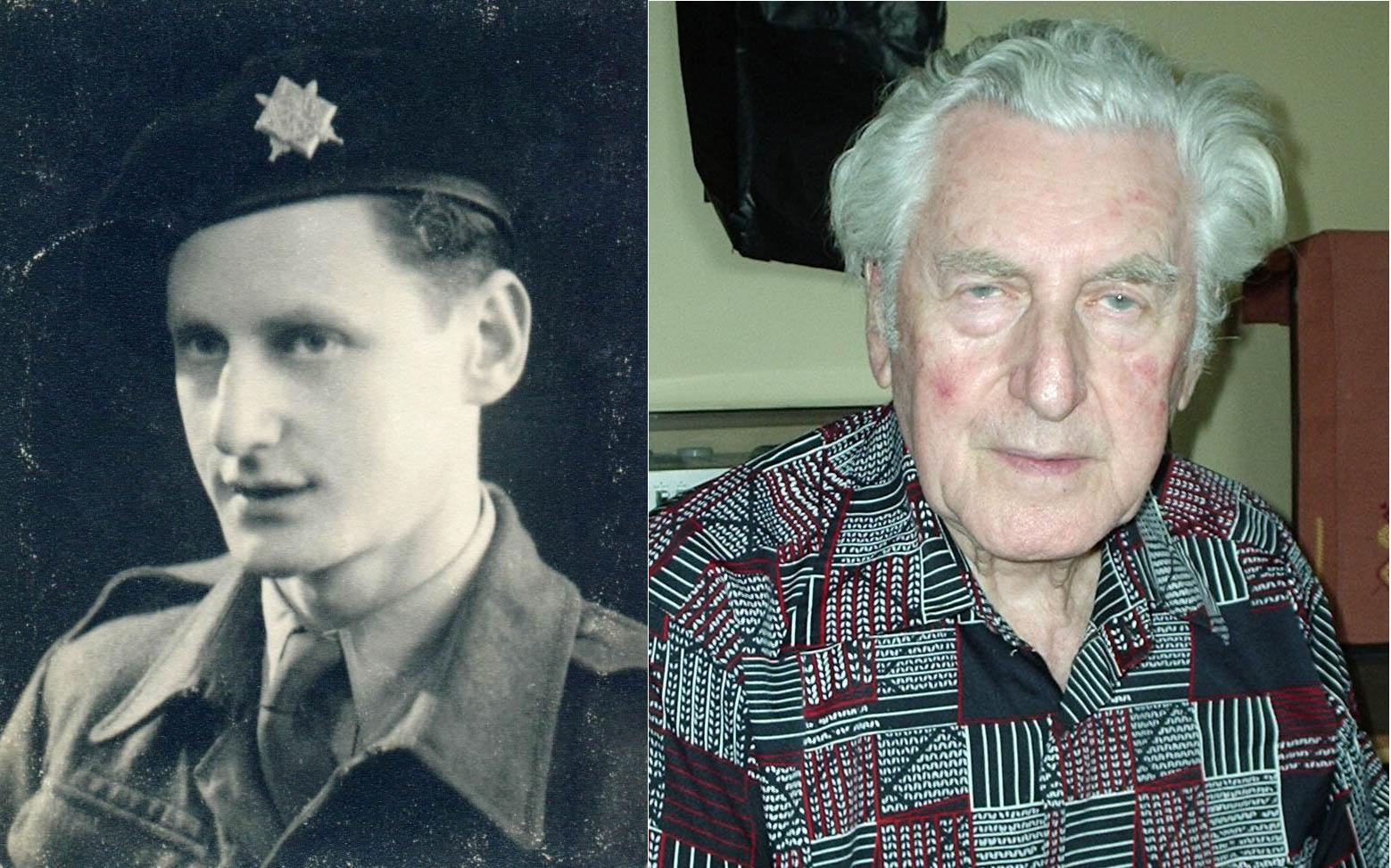
Mjr Gerhard Singer w 1944 r. i w 2004 r. weteran z Tobruku

Za założeniem OPP Post Bellum w 2001 r. stoi redaktor Mikuláš Kroupa. Projekty Post Bellum przebiegały w pięciu spójnych fazach, jednogłośnie nazwanych projektem Głosy Bohaterów (Hlasy Hrdinů). Do 2006 r. zostało nagranych ponad sześćset, przeważnie dwugodzinnych wywiadów ze świadkami prawdopodobnie wszystkich ważnych wydarzeń z przed- i powojennej historii Czechosłowacji. Na wiosnę 2006 r. została nawiązana bliższa współpraca z Czeskim Radiem (Český rozhlas) (który był też partnerem wcześniejszych projektów), która zaowocowała do dziś trwającym programem radiowym Opowieści z XX w. (Příběhy 20. století). Nazwa projektu Głosy Bohaterów została wkrótce po tym zmieniona na Pamięć Narodu (Paměť národa), ponieważ Post Bellum zdecydowało się rozszerzyć swoją działalność poza grupy weteranów o innych świadków (zarówno bohaterów jak i antybohaterów). W ten sposób obrało nowy cel -  zajmowanie się wszystkim co jest związane ze współczesną historią Czech.

### Stowarzyszenie Pamięć Narodu
W 2006 r. Post Bellum jako członek założyciel Stowarzyszenia Pamięć Narodu (Společenství paměti národa) podpisała wspólną deklarację z kilkoma instytucjami, także zajmującymi się nagrywaniem świadków o udostępnianiu i uzupełnianiu zbiorów archiwalnych. Deklaracje podpisały: Czeskie Radio, Post Bellum, Instytut Historii Współczesnej RCZ – Centrum Historii Mówionej (Ústav pro soudobé dějiny AV ČR – Centrum pro orální historii), Muzeum Żydowskie w Pradze, Wojskowy Instytut Historyczny RCZ (Vojenský historický ústav AČR), Organizacja Pożytku Publicznego Żywa Pamięć (Živá paměť) oraz Muzeum miasta Uście nad Łabą (Muzeum města Ústí nad Labem) wraz z pracownią Collegium Bohemicum.

### Współcześnie
Do głównej grupy świadków, którymi interesuje się Post Bellum należą: weterani II wojny światowej, walczący zarówno na zachodnim, wschodnim, jak i środkowowschodnim froncie, ofiary Holocaustu, uczestnicy krajowego i zagranicznego ruchu oporu z okresu II wojny światowej, świadkowie wydarzeń politycznych w powojennej Czechosłowacji, członkowie antykomunistycznego ruchu oporu (np. agenci, członkowie antykomunistycznych grup dywersyjnych), więźniowie polityczni, szczególnie w latach 50. i 60., osobistości świata kultury i sztuki działający poza oficjalnym obiegiem w latach 60. oraz w okresie normalizacji. Post Bellum stara się nagrywać wspomnienia także drugiej strony np. współpracowników i agentów czechosłowackich komunistycznych Służb Bezpieczeństwa (Státní bezpečnost - StB) oraz przedstawicieli władz komunistycznych. Do najsłynniejszych rozmówców należy Karel Vaš, komunistyczny prokurator wojskowy, jeden z twórców pokazowego procesu generała Heliodora Piki.

### Program radiowyOpowieści z XX w.

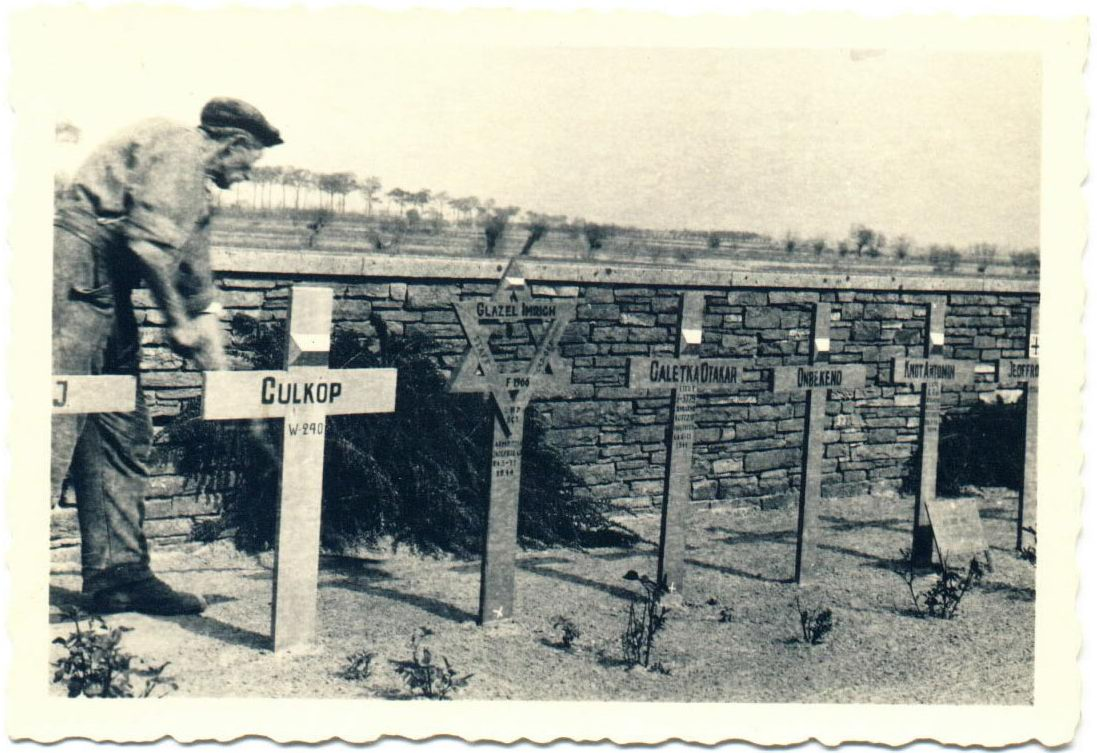
Ci żołnierze nie zdążyli opowiedzieć swoich wspomnień - Czechosłowacki cmentarz wojskowy w Dunkierce, 1945 r.

Cykl dokumentalny Opowieści z XX w. (Příběhy 20. století) powstał na podstawie opowieści świadków zamieszczonych na portalu Pamięć Narodu i jest transmitowany przez Czeskie Radio. Autorami dokumentu są redaktorzy Mikuláš Kroupa i Adam Drda. Program jest transmitowany regularnie, co tydzień, a każdy odcinek zawsze jest poświęcony innemu tematowi: indywidualnej opowieści lub ciekawemu zjawisku reżimu totalitarnego (np. sposobom więzienia, pracy w łagrach, współpracy z StB). Opowieści z XX w. są programem Czeskiego Radia, a Stowarzyszenie Pamięć Narodu tylko przy nim współpracuje.
Wybrane odcinki autorzy programu Mikuláš Kroupa i Adam Drda wydali w formie książki. W 2008 r. wyszła książka Okrutne stulecie (Kruté století), na podstawie której została oparta publikacja z 2009 r. W komunizmie żyć nie chcieliśmy (V komunismu jsme žít nechtěli). W latach 2014 – 2015 autorzy wzięli też udział w tworzeniu serii Czeskiej Telewizji – Nieznani bohaterowie (Neznámí hrdinové).

### Pamięć Narodu
Obecnie głównym elementem działalności Post Bellum jest duży projekt Pamięć Narodu (Paměť národa), nad którym współpracuje z Czeskim Radiem i Instytutem Badania Reżimów Totalitarnych (Ústav pro studium totalitních režimů). Jest to internetowa baza danych, obejmująca archiwum pełne dźwiękowych, pisanych i wizualnych materiałów. Na stronie internetowej są do dyspozycji zarejestrowanych badaczy i innych głęboko zainteresowanych dokumenty archiwalne oraz naukowe komentarze. W styczniu 2017 r. w bazie danych znajdowało się niecałe 3 500 wspomnień, co oznacza około 4 400 godzin dźwiękowych opowiadań, ok. 8 000 stron standardowego maszynopisu naukowych i biograficznych tekstów autorskich oraz ok. 44 000 fotografii i zeskanowanych dokumentów. Archiwum jest bezustannie uzupełniane, a do jego rozbudowy przyczyniają się także dalsze instytucje z Czech i innych krajów. Portal jest dostępny na stronie www.pametnaroda.cz działającej od 28 października 2008.

### Nagrody Pamięci Narodu
Rokrocznie od 2010 r. są przyznawane Nagrody Pamięci Narodu (Ceny Paměti národa). Laureaci są wybierani z archiwum świadków przez jury specjalistów. Są to osoby, których losy nie powinny popaść w zapomnienie, a ich postawy zasłużyły na wyróżnienie, niezależnie od tego, czy są to weterani, ocaleni z Holocaustu, czy byli więźniowie polityczni lub dysydenci.

### Projekty edukacyjne
Post Bellum przybliża historię współczesną również młodszym pokoleniom. W ramach projektu Opowieści naszych sąsiadów uczniowie klas 8 i 9 szkół podstawowych spotykają się z ludźmi ze swojej okolicy. Słuchają ich opowieści, które filmują lub nagrywają na dyktafon. Później pod okiem Post Bellum i swoich nauczycieli przygotowują reportaże, które następnie prezentują publiczności.
Organizacja wykorzystuje opowieści świadków także do dalszych celów edukacyjnych. Organizuje  warsztaty edukacyjne dla uczniów szkół podstawowych i średnich oraz studentów, a także prowadzi internetowy podręcznik Nie poddaliśmy się (My jsme to nevzdali).

### Aplikacja mobilna Miejsca Pamięci Narodu
Miejsca Pamięci Narodu (Místa Paměti národa) to aplikacja mobilna, która użytkownikom smartfonów udostępnia wydarzenia bezpośrednio w miejscach, w których się odegrały. Włączona aplikacja pokazuje użytkownikowi miejsca w jego okolicy, związane z poszczególnymi opowieściami. Każdy dziennik z danego wydarzenia jest też uzupełniony nagraniem audio ze stosownej rozmowy ze świadkiem.